# Hamamelis virginiana
Hamamelis virginiana és una de les espècies que es troben dins de la família de les Hamamelidaceae. També podem trobar-la amb el nom d'Hamamelis macrophylla Pursh.
És un arbust que pot arribar a fer uns 10 m d'alçada i creix en boscos i hàbitats humits.

## Distribució Geogràfica
Originària d'Amèrica del Nord, sobretot la trobem al Canadà, i a diferents estats dels Estats Units com Illinois, Missouri, Oklahoma, Wisconsin, Alkansas, Florida i Texas.

## Descripció
És un arbust dioic de ramificació simpòdica amb un gran nombre de tiges flexibles de color gris plata, les tiges joves són groguenques i estan recobertes de pèls. La consistència exterior de la tija és escamosa i a l'interior conté estriacions.
L'escorça d'1-2mm i de color gris a l'exterior i rogenc a l'interior, presenta una superfície externa amb escames i l'interior estriat.
Les fulles es troben disposades de manera alterna amb un pecíol molt curt. Són ovalades amb el marge enter, tot i que algunes tenen una simulació dentada, la base cordada asimètrica i l'àpex agut. L'anvers és de color verd fosc i el revers gris brillant amb pèls unicel·lulars agrupats en forma estrellada.
La seva textura és lleugerament coriàcia i presenten una nervadura pinnada, amb un nervi principal del qual surten 6 nervis secundaris que acaben al marge de la fulla.
Les inflorescències són espigues petites, situades els extrems de les fulles. Cada inflorescència presenta de 5 a 8 flors. Les flors són unisexuals petites i apareixen normalment a la tardor.
El periant, de color groguenc, està format per 4 sèpals corbats, de color verd a l'exterior i groc a l'interior i per 4 pètals llargs, lineals i de color groguenc.
L'androceu consta de 8 estams i el gineceu d'un ovari bicarpel·lar amb 2 òvuls a l'interior.
El fruit, d'uns 12-15 mm. de llargada, és dehiscent en forma de càpsula oval, de textura llenyosa i amb pèls a la superfície. L'interior està dividit en dues cambres en les quals s'hi troben dues llavors de color fosc. La superfície externa presenta multitud de pèls.

## Composició química
Les parts utilitzades en terapèutica (droga) d'Hamamelis virginiana són les fulles dessecades i ocasionalment l'escorça. Aquestes parts de la planta són de gran interès farmacològic gràcies als compostos químics que contenen:
- FULLES:

Tanins (8-12%): 
tanins gàlics: hamamelitanin i monogaloil-hamamelosa
tanins catèquics com la catequina, la galocatequina o epicatequina.
Proantocianidines oligomèriques
Flavonoides (1-4%): Isoquercitrina, quercitrina, quercitrina i kaempferol.
Àcids Fenòlics derivats de l'àcid benzoic, com l'àcid gàlic.
Olis essencials (0,01-0,5%) format principalment per hidrocarburs alifàtics amb estructura carbonílica com el 2-hexenal i el 6-metil-3,5-heptadien-2-ona, alcohols i èsters.
Sals minerals (4-5%)
Resina
- ESCORÇA:

Tanins (3-8%): 
tanins gàlics (8-12%): hamamelitanin monogaloil-hamamelosa
tanins catèquics com la catequina, galocatequina, epicatequina o epigalocatequina.
Flavonoides (1-4%)
Proantocianidinas oligomèriques.
Àcids fenòlics: derivats de l'àcid benzoic (àcid gàl·lic), derivats de l'àcid cinàmic (àcid cafeic)
Olis essencials (0.01-0,50%)
Sals minerals (4-5%)
Resina
Els principals components responsables de les propietats medicinals són els tanins.

## Accions farmacològiques
Hammamelis virginiana es tracta d'una planta amb propietats principalment vasoprotectores i venotòniques, ja que comporta un augment de l'elasticitat de les venes i de la resistència capil·lar amb una disminució de la permeabilitat dels vasos. Els tanins d'Hamamelis produeixen un efecte tònic venós, augmentant la resistència dels capil·lars.
D'altra banda és molt important el seu efecte antiinflamatori per part dels hamamelitanins com dels tanins catequènics. Aquest efecte és degut a la inhibició de la síntesi de mediadors de la inflamació com són els leucotriens i concretament la 5-lipooxigenasa.
També té propietats com astringent dermatològic, ja que els tanins que conté la droga s'uneixen a proteïnes i les fan precipitar, exercint un efecte astringent de la pell i formant una capa protectora i cicatritzant. Pot utilitzar-se com a descongestionant oculat.
Per acabar gràcies a les propietats astringents pot utilitzar-se com antidiarreic.

## Ús medicinal
Aquesta planta, gràcies a les diferents propietats medicinals, presenta un gran camp d'aplicació: 
- Com a ús intern s'utilitza per al tractament d'insuficiències venoses com en varius, hemorroides, flebitis i edemes de les extremitats inferiors. També per al tractament de processos diarreics, tant d'origen bacterià com no.
- Com a ús tòpic s'utilitza per casos d'afeccions oculars com conjuntivitis, cremades, ferides, fragilitat capil·lar, ulceracions dèrmiques, dermatitis, vulvovaginitis, etc.

Dins de les aplicacions tòpiques podem utilitzar-lo com col·lutori per afeccions bucofaríngies com estomatitis o faringitis.

## Efectes adversos i toxicitat
En general no es produeixen processos tòxics, tot i que en algun cas pot donar lloc a al·lèrgia o irritació de la mucosa gàstrica.
Els efectes adversos són estranys i lleus però s'han trobat casos de problemes digestius com gastralgia, gastritis, úlcera pèptica, o restrenyiment degut a la presència de tanins.
L'ús continuat pot produir rarament insuficiència hepàtica o necrosis hepàtica.
Altres reaccions poden ser oculars com blefaritis o conjuntivitis.